# Тошни, Льюис
Лью́ис То́шни (англ. Lewis Toshney; 26 апреля 1992, Данди, Шотландия) — шотландский футболист. Центральный защитник шотландского клуба «Фалкирк».

## Клубная карьера
Тошни родился 26 апреля 1992 года в шотландском городе Данди.
Льюис получил футбольное образование в Академии глазговского клуба «Селтик». Свой первый профессиональный контракт Тошни заключил с «кельтами» 1 января 2011 года. Ровно через месяц молодой защитник дебютировал во «взрослом» составе «бело-зелёных», выйдя на замену вместо Скотта Брауна в поединке шотландской Премьер-лиги, в котором «Селтик» встречался с «Абердином». 30 января 2012 года с целью получения необходимого опыта Льюис на правах аренды до конца сезона 2011/12 перебрался в «Килмарнок». 7 февраля того же года Тошни впервые защищал цвета «килли» в официальной встрече, отыграв полный матч перенесённого 18-го тура первенства страны против «Данфермлин Атлетик». Четыре дня спустя защитник провёл вторую встречу за «Килмарнок», коим был поединок с «Харт оф Мидлотиан». В этом матче Тошни поучаствовал в голе в ворота «Хартс» — после навеса Дина Шилса Льюис переиграл в воздухе своего оппонента и нанёс удар головой по воротам эдинбургцев. Защитник «Харт оф Мидлотиан» смог отразить мяч на линии, но подоспевший форвард «килли» Пол Хеффернан добил снаряд в сетку. Далее молодой защитник последовательно выходил в стартовом составе клуба во встречах с «Рейнджерс» и «Данди Юнайтед». Следующие два матча Льюис пропустил из-за растяжения паховых мышц. Первой игрой, которую Тошни провёл после восстановления стал поединок, состоявшийся 10 марта, с «Инвернесс Каледониан Тисл». Наставник «Килмарнока» Кенни Шилс высоко оценил действия Льюиса и высказал сожаление, что через восемь дней он не сможет принять участие в финальном матче Кубка шотландской лиги против «Селтика» из-за пункта в арендном соглашении. «Килли» без Тошни переиграли «кельтов» в этой встрече с минимальным счётом 1:0.
24 августа 2012 года защитник отправился в очередную аренду — новым временным работодателем Льюиса стала команда «Данди». Сделка была заключена сроком до конца сезона 2012/13. На следующий день состоялся дебют Тошни в официальных играх за «тёмно-синих» — в тот день клуб Льюиса состязался с «Росс Каунти». 3 февраля 2013 года, поразив в матче Кубка Шотландии ворота «Гринок Мортон», защитник забил свой первый гол в профессиональной карьере.

### Клубная статистика
| Клуб                 | Сезон                | Чемпионат | Чемпионат | Кубок | Кубок | Кубок Лиги | Кубок Лиги | Еврокубки | Еврокубки | Итого | Итого |
| Клуб                 | Сезон                | Игры      | Голы      | Игры  | Голы  | Игры       | Голы       | Игры      | Голы      | Игры  | Голы  |
| -------------------- | -------------------- | --------- | --------- | ----- | ----- | ---------- | ---------- | --------- | --------- | ----- | ----- |
| Селтик               | 2010/11              | 1         | 0         | —     | —     | —          | —          | —         | —         | 1     | 0     |
| Всего за «Селтик»    | Всего за «Селтик»    | 1         | 0         | 0     | 0     | 0          | 0          | 0         | 0         | 1     | 0     |
| Килмарнок            | 2011/12              | 12        | 0         | —     | —     | —          | —          | —         | —         | 12    | 0     |
| Всего за «Килмарнок» | Всего за «Килмарнок» | 12        | 0         | 0     | 0     | 0          | 0          | 0         | 0         | 12    | 0     |
| Данди                | 2012/13              | 17        | 0         | 3     | 1     | —          | —          | —         | —         | 20    | 1     |
| Всего за «Данди»     | Всего за «Данди»     | 17        | 0         | 3     | 1     | 0          | 0          | 0         | 0         | 20    | 1     |
| Всего за карьеру     | Всего за карьеру     | 30        | 0         | 3     | 1     | 0          | 0          | 0         | 0         | 33    | 1     |

(откорректировано по состоянию на 30 марта 2013)

## Сборная Шотландии
В 2008 году Тошни провёл два матча в составе сборной Шотландии (до 17 лет), дебютным из которых стал поединок, состоявшийся 28 сентября. Соперниками юных «горцев» были сверстники из Словакии. В мае 2011 года Льюис двумя матчами против Дании дебютировал за сборную Шотландии (до 19 лет). Уже через год Тошни был призван под знамёна национальной молодёжной команды, в которой 25 апреля впервые провёл официальный матч, коим была товарищеская встреча с Италией.